# タワーハムレッツ区
タワー・ハムレッツ・ロンドン自治区 (タワー・ハムレッツ・ロンドンじちく、英: London Borough of Tower Hamlets) は、シティ・オブ・ロンドンの東方、テムズ川北岸に位置するロンドン自治区。インナー・ロンドンを構成する区の一つ。1963年ロンドン政府法により設置された。

## 地理と概要
西部はシティ・オブ・ロンドン、北西部から北部はハックニー区、東部はニューアム区、テムズ川を介して南部は西から東にサザーク区、ルイシャム区、グリニッジ区それぞれと接する。
世界でも名高いシティ・オブ・ロンドン（シティ）の東隣に位置し、区南側の区界にはテムズ川が東西に流れ、テムズを介して区内南西部とサザーク区とを繋ぐタワーブリッジ、更に世界遺産のロンドン塔もこの南西部地区にある。ロンドン塔北側至近、シティとの区境沿いに日本航空ロンドン事務所がある。
西側シティ・オブ・ロンドンとの区境付近にはイーストエンド・オブ・ロンドンと呼ばれる下町地区がブリック・レーン沿いに存在する。南側にはドックランズと呼ばれる一帯の中心にある半島状のアイル・オブ・ドッグス（ドッグ島, Isle of Dogs）地区の再開発で誕生した金融オフィス街 カナリー・ワーフ（カナリーウォルフ）がある。区東端には700年以上の歴史があるボウ・チャーチ（ボウ教会）、北端にはビクトリアパーク、区のほぼ中心部にロンドン大学を構成するカレッジの一校であるクイーン・メアリー (Queen Mary University of London) がある。
区の中心をマイルエンドロード、ボウロードがホワイトチャペルからボウチャーチ地区まで横切る。更に南側をコマーシャル・ロード、イーストインディア・ドックロードが同じくホワイトチャペルからポプラー、オールセイント付近のブラックウォールまで横切る。
なお、2012年開催の夏季オリンピックでグレーター・ロンドンのホスト6区の一つ、イースト・ロンドン（en）の4つの区の一つとして指定されていた。

## 歴史
大きく湾曲するテムズ川の異様な地形が、海からシティまでの海運の大きな課題となっていた。また大雨の度に洪水が発生していた為、半島状態になっている部分（アイルズ・オブ・ドッグス）に運河を造成させて切り離す計画が生まれたが、脆弱な地盤であった為工事は難航した。

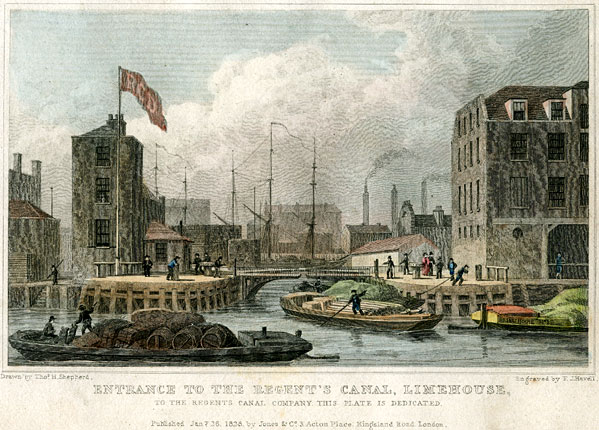
リージェンツ運河のライムハウス閘門 (1828年)

運河の完成後は沿岸に貨物船が停泊するドック（泊渠）も多数造成され、ロンドンの主要な港湾埠頭としての役割を担ってきたが、付近の洪水問題は解決しなかったので、更に幾つかの運河を造成した。この代表的なのがライムハウス・ベイスンから地区を縦断するリージェンツ運河である。この地区は古くから水被害が絶えなかった為、運河の造成は一番早くから行われた。つまり、グレーターロンドンの運河の中で一番古い歴史を持ち、この地区発展の発端とも言えよう。
1802年から西インドドック会社によるドック群が作られた。ドックの集中するタワーハムレッツはドックランズの中心となり、ロンドンの玄関口と言っても過言ではない程の繁栄を迎え、他国や植民地との貿易の拠点となった。その貨物取扱量はイギリスはおろか、当時世界でも有数となった。イギリスのシティに次ぐ重要な地区であったため、第二次世界大戦中はドイツ空軍から熾烈な空襲攻撃を受け、壊滅状態となる。
戦後は一部復興したものの、空輸の発達や海運のコンテナ化と共にロンドンの海運業は衰退し、ヒースロー空港開港や外洋に面したコンテナ港湾の開港と同時に極端に扱い量が減り、ドックランズの埠頭は1980年代までにすべて閉鎖された。同時に5千人以上が失業したと言われ、付近は廃墟と化し治安が一気に悪化した。イーストエンド（東ロンドン）の治安が悪い噂はここから来るが、その後マーガレット・サッチャー政権によりドックランズ再開発公社が設立され、現在の金融街及びショッピング街へと変貌を遂げた。この再開発で莫大な雇用を生み、イギリス自体の経済力が更に増した。当然ながら治安問題も同時に解消されていった。
このように、タワーハムレッツ区はドックランズの発展と共に進化を遂げていったと言えよう。

## 地区
- ベスナル・グリーン（Bethnal Green） - ショーディッチに隣接。
- ブラックウォール、キュビット・タウン（Blackwall and Cubitt Town）
- ボウ・イースト（Bow East）
- ボウ・ウェスト（Bow West）
- ブロムリー・ノース（Bromley North）
- ブロムリー・サウス（Bromley South）
- カナリー・ワーフ（Canary Wharf）
- アイランド・ガーデンズ（Island Gardens）
- ランズベリー（Lansbury）
- ライムハウス（Limehouse）
- マイル・エンド（Mile End）
- ポプラー（Poplar）
- シャドウェル（Shadwell）
- スピタルフィールズ、バングラタウン（Spitalfields and Banglatown）
- セント・ダンスタンズ（St Dunstan's）
- セント・キャサリンズ、ワッピング（St Katharine's and Wapping） - 1986年のワッピング争議 (en) で知られている。「シティ・オブ・ロンドン#経済」も参照。
- セント・ピーターズ（St Peter's）
- ステップニー（Stepney あるいは Stepney Green）
- ウィーバース（Weavers）
- ホワイトチャペル（Whitechapel）
- タワー・リバティ、タワー・ヒル（Tower Liberty, taking in Tower Hill） - タワー・ヒルは区内南西端にあるロンドン塔北側に接する。西側はシティ。

## 人口
前述のように、ロンドンの貿易拠点として機能していたこともあり、人口は1891年には最大で58万人が居住していたとされているが、労働人口も入っている可能性は否定できない。その後は徐々に人口は減少し、その傾向も長期間に渡り1981年の13万人が記録上の最小人口であったが、1980年代後半から1990年代にかけて南アジア、主にバングラデシュからの移民が増え、現在は20万人規模にまで回復してきている。
また、民族比率は白人系が55%、アジア系が34%、黒人系が5%、混血が3%、中国系が2%、その他が1%となっているが、最近の統計では、アジア系が白人系に匹敵するとの見方もある。また、バングラデシュ系の比率はロンドン各自治区の当該比率の倍以上があるとされる。一方、黒人比率は低いが、ロンドン各自治区中でも少数派になる。
宗教事情はキリスト教よりも他宗教比率の方が高いのも特徴で、キリスト教が38.6%、イスラム教は36.4%でヒンドゥー教、仏教が後に続く。

## 交通

### 鉄道
この区には地下鉄4路線、ナショナルレール2路線、DLRと呼ばれるライトレールが整備されている。
■セントラル線
- マイル・エンド駅、ベスナル・グリーン駅
  - ウエスト・ルシップ駅、イーリング・ブロードウェイ駅方面、エピング駅、フェアロップ駅経由ウッドフォード駅方面

■ディストリクト線
- ブロムリー＝バイ＝ボウ駅、ボウ・ロード駅、マイル・エンド駅、ステップニー・グリーン駅、ホワイト・チャペル駅、タワー・ヒル駅
  - イーリング・ブロードウェイ駅、リッチモンド駅、ウィンブルドン駅方面、ウエスト・ハム駅、バーキング駅、アップミンスター駅方面

■ハマースミス&シティー線
- ブロムリー・バイ・ボウ駅、ボウロード駅、マイル・エンド駅、ステップニー・グリーン駅、ホワイト・チャペル駅等
  - リヴァプール・ストリート駅、ベイカー・ストリート駅、パディントン駅、ハマースミス駅方面、ウエスト・ハム駅、バーキング駅方面

■ジュビリー線
- カナリー・ワーフ (カナリー・ウォルフ) 駅
  - グリーン・パーク駅、フィンチリー・ロード駅、スタンモア駅方面、ノース・グリニッジ駅、ストラトフォード駅方面

■ドックランズ・ライト・レイルウェイ(DLR)
- バンク駅・モニュメント駅、タワー・ゲートウェイ駅からタワー・ハムレッツ区南東部に駅が集中している。

■c2c(ナショナル・レール)
- ライムハウス駅
  - フェンチャーチ・ストリート駅（タワーヒル駅）方面、バーキング駅、アップミンスター駅、他イングランド南東方面

■ナショナル・エクスプレス・イースト・アングリア（ナショナル・レール）
- ベスナルグリーン駅
  - リヴァプール・ストリート駅方面、セブンシスターズ駅、ロンドン・スタンステッド空港、他イングランド北東方面

### バス
ここでは代表的なルートと深夜および24時間運転に限る。
- ルート08:Oxford Circus-High Holborn - St.Paul -Liverpool St-Shoreditch-Bethnal Green-Roman Rd-Bow Church
- ルート15:Oxford Circus-Trafalgar Sq - St.Paul -Aldgate - Stepney-Limehouse - Poplar- Blackwall
- ルート25:Oxford Circus-High Holborn - St.Paul -Aldgate - Mileend -Bow Church- Stratford- Manor Park-Ilford
- ルート100:Elephant&Castle -Southwark -St.Paul Cathedral -London Wall -Aldgate -Tower Hill -Wapping -Shadwell
- ルート108:Lewisham Sta.- Black Heath -North Greenwich -Blackwall tunnel -Bromley by Bow -Stratford
- ルート115:Aldegate- Stepney-Limehouse - Poplar -Canning Town- Plaistow - Upton Park -East Ham
- ルート205:Paddington - Marylebone - Euston - Kings Cross - Liverpool St - Whitechapel - Mileend -Bow Church
- ルート277:Highbury&Islington - Dalston Junction- Hackney- Victoria park - Mileend - Canary Wharf - Leamouth
- ルートN08:Oxford Circus-High Holborn-Liverpool St-Roman Rd-Bow Church-Stratford-Leytonstone-Hainault
- ルートN15:Oxford Circus- Trafalgar Sq - Aldgate - Backwall -Canning Town- East Ham -Barking- Romford Market
- ルートN550:Trafalgar Sq- Embankment - Aldgate - Limehouse - Canary Wharf - Island Gardens - Canning Town

ルートマスター（旧式バス・ヘリテージ）はルート15で平日の昼間のみ、Trafalgar Sq-Tower hill(Tower of London)定期運行されている。
また、ルート25はタワーハムレッツ内はディストリクト線、シティおよびカムデン地区ではセントラル線と並行運転している為、混雑が激しい。更にルート205は地下鉄ハマースミス&シティー線とほぼ同区間を運転している。
2010年夏季よりセンターのオックスフォード・ストリートの渋滞緩和作戦でルート15およびN15の一部区間Paddington Basin - Oxford Circusを無期限休止としてRegent St(Mid)が終着となっている。

### オイスター・カード
タワー・ハムレッツ区でのオイスターカードは概ねゾーン2に属するが、地区の西側の一部はゾーン1になる。

## 名所・旧跡・主要施設など
ここでは代表的な名所を記述する。
- ロンドン塔
- タワーブリッジ
- 10 Trinity Square - タワーブリッジやロンドン塔の北側タワー・ヒルにある指定建造物（Grade II* Listed building）。
- カナリー・ワーフ - シティの東側、テムズ川沿いに位置する新興金融センター。
- ヴィクトリア・パーク (Victoria Park)
- マイル・エンド・パーク（Mile End Park）
- リージェンツ運河
- ボウ・チャーチ（Bow Church）
- イーストエンド・オブ・ロンドン（ブリックレーン）
- ロンドン大学 (Queen Mary, University of London)
- V&A子供博物館

## 関係者
出身者
- ジャック・シェパード：18世紀前半の泥棒
- メアリ・ウルストンクラフト：社会思想家、フェミニズムの先駆者
- エリザベス・ギャレット＝アンダースン：イギリス最初の女医
- アンジェラ・ランズベリー：女優
- ドナルド・クリスプ：俳優
- テレンス・スタンプ：俳優
- スティーヴン・バーコフ：俳優
- ニック・モラン：俳優
- ローレンス・ジューバー：ギタリスト。ステップニー生まれ
- ニッキー・クック：ボクサー。ステップニー生まれ
- ムジー・イゼット：サッカー選手。マイル・エンド生まれ

居住その他ゆかりある人物
- 切り裂きジャック：ホワイトチャペル界隈が犯行現場
- デヴィッド・リーン：映画監督。現在のロンドンクロイドン区クロイドン生まれ。1991年、ライムハウス (Limehouse) で死去。